# Mesoleptobasis
Mesoleptobasis là một chi chuồn chuồn kim trong họ Coenagrionidae.

## Các loài
Mesoleptobasis có 5 loài:
- Mesoleptobasis acuminata Santos, 1961
- Mesoleptobasis cantralli Santos, 1961
- Mesoleptobasis cyanolineata (Wasscher, 1998)
- Mesoleptobasis elongata Garrison & von Ellenrieder, 2009
- Mesoleptobasis incus Sjöstedt, 1918